# Cloreto de estanho(II)
Cloreto de estanho (II) ou cloreto estanhoso é um sólido branco cristalino de fórmula química SnCl2. Ele forma um di-hidrato estável, mas em solução aquosa tende a sofrer hidrólise, principalmente se aquecido. SnCl2 é usado como agente redutor em soluções ácidas, e em banhos eletrolíticos para galvanoplastia.

## Na Cultura Popular
Este composto é citado no seriado House, onde o personagem Dr. House usa-o para detectar a presença de ouro, no composto aurotiomalato de sódio, nas mãos de uma mulher que estava tentando envenenar o marido.